# 基士頓·卡斯坦奴
基斯甸·基士頓·卡斯坦奴（Cristian Gaston Castaño，1985年7月8日—），生於阿根廷聖地亞哥-德爾埃斯特羅，阿根廷足球運動員，司職前鋒。

## 球員生涯
基士頓生於阿根廷聖地亞哥-德爾埃斯特羅，出身自當地著名球會小保加青訓系統，在2004年於當地球會阿梅尼奧展開其球員生涯。
2005年，他更加盟當地勁旅聖羅倫素，到2006年登陸印尼球圈加盟印尼甲球會PSS斯莱曼，其後轉會印超球會錦石聯及長期效力馬都拉聯，並成為隊中射手，
惟他在2015和2016年沒有與任何球隊簽約屬自由身。2017年2月，他獲泰甲球會佛統聯招攬簽約至年底；直至8月與球會解約。
解約後，他獲曾在前球會馬都拉聯合作的教練狄恩於2017年8月推薦加盟港超聯球會標準流浪，並在11月4日對香港飛馬的聯賽，憑十二碼取得加盟後的首個入球，結果協助球會以3–1擊敗對手。
直到2018年1月，他選擇離隊並重返印尼代表佩西拉拉蒙岸參與總統盃。

## 家庭生活
2013年，基士頓與印尼女演員及歌手茱莉亞佩雷斯訂婚，但是由於他並非伊斯蘭教徒和因茱莉亞的母親反對，結果他們於2016年宣佈分開，直到2017年6月，茱莉亞因子宮頸癌逝世。

## 外部連結
- Transfermarkt （页面存档备份，存于）
- Soccerway資料庫 （页面存档备份，存于）
- 香港足球總會球員註冊資料 （页面存档备份，存于）